# Kadua cordata
Kadua cordata ist eine Pflanzenart aus der Gattung Kadua in der Familie der Rötegewächse (Rubiaceae). Sie kommt endemisch auf Hawaii vor.

## Beschreibung

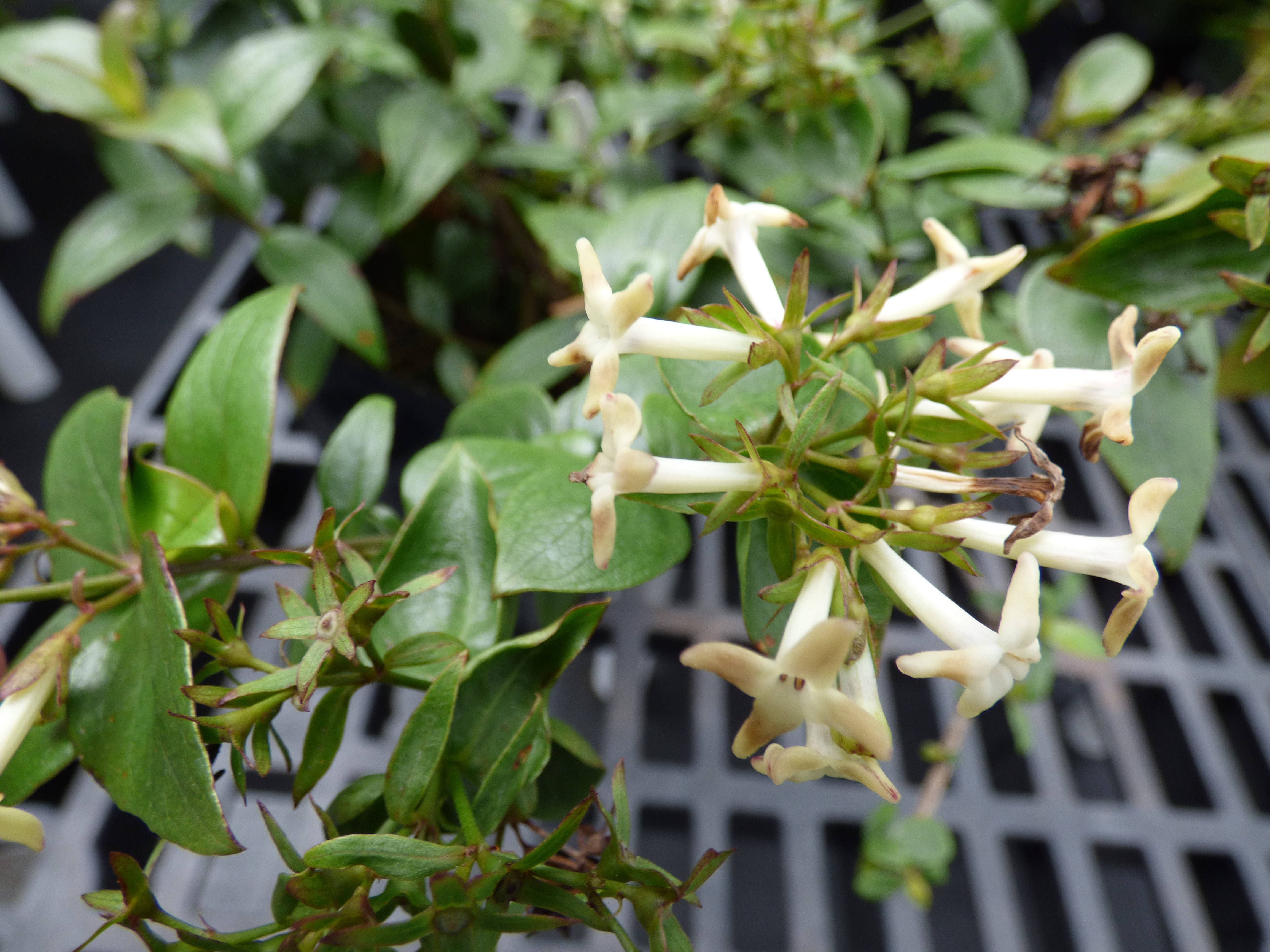
Blütenstand von Kadua cordata

### Vegetative Merkmale
Kadua cordata wächst als meist wenig verzweigter, aufrechter bis kletternder Zwergstrauch, dessen Stämme Längen von 0,6 bis 6 Metern erreichen können. Alle Triebe sind kahl und meist auffällig blaugrün gefärbt. Die Äste haben einen stielrunden bis leicht quadratischen Querschnitt.
Die gegenständig an den Zweigen angeordneten Laubblätter sind in einen Blattstiel und eine Blattspreite gegliedert. Der Blattstiel ist 0 bis 1 Zentimeter lang. Die einfache, dünnhäutige bis dick ledrige Blattspreite ist bei einer Länge von 3 bis 16 Zentimetern sowie einer Breite von 0,8 bis 7,5 Zentimetern von eiförmig bis breit eiförmig über elliptisch-eiförmig und länglich-eiförmig bis elliptisch, gelegentlich auch lanzettlich geformt. Die glänzende Oberseite der Blattspreite ist kahl, während die blaugrüne Unterseite kahl oder fein behaart ist, wobei die Behaarung gelegentlich nur entlang des Blattadern auftritt. Die Spreitenbasis läuft breit keilförmig, abgerundet, annähernd herzförmig oder seltener auch spitz zulaufend zu, die Spreitenspitze ist kurz oder lang zugespitzt und der flache oder zurück gebogene Spreitenrand ist ganzrandig. Von jeder Seite der Blattmittelader zweigen mehrere auffällige Seitenadern ab. Die Nebenblätter ähneln den Laubblättern, sind mit der Basis des Blattstieles verwachsen und bilden dadurch eine stachelspitzige Blattscheide. Die dreieckige und meist gekielte Blattscheide ist 0,3 bis 0,9 Zentimeter lang und hat eine 0,1 bis 0,5 Zentimeter lange Stachelspitze.

### Generative Merkmale
Die endständigen, meist dichten, seltener auch offene zymösen Blütenstände sind kahl und meist blaugrün gefärbt. Die Blütenstände enthalten mehrere gestielte Einzelblüten. Die Blütenstiele werden 0,2 bis 1,5 Zentimeter lang und haben einen quadratischen Querschnitt.
Die vierzähligen Blüten sind radiärsymmetrisch. Der kreiselförmige Blütenbecher wird 1,5 bis 2,2 Millimeter lang. Die Kelchblätter sind miteinander zu einer Kelchröhre verwachsen. Die blattartigen Kelchlappen sind bei einer Länge von 2 bis 8 Millimetern und einer Breite von 1 bis 2,5 Millimetern länglich-eiförmig, eiförmig bis breit eiförmig geformt. Die fleischigen, meist glauken Kronblätter sind stieltellerförmig miteinander verwachsen. Die Kronröhre erreicht eine Länge von 0,6 bis 1,7 Zentimeter und hat einen annähernd quadratischen Querschnitt. Die vier blassgrünen, grünlich gelben, grünlich weißen oder cremefarbenen und selten violett gesprenkelten Kronlappen erreichen Längen von 0,15 bis 1 Zentimetern. Der zwei- bis vierfach gelappte Griffel ist im unteren Teil wollig behaart.
Die Kapselfrüchte sind bei einer Länge von 0,2 bis 0,4 Zentimeter und einer Dicke von 0,3 bis 0,7 Zentimeter kreiselförmig bis annähernd kugelig geformt. Das Endokarp ist meist stark verholzt. Jede der Früchte enthält mehrere dunkelbraune Samen. Sie sind unregelmäßig keilförmig geformt und ihre Samenschale ist dunkel gekörnt bis netzartig vernarbt.

## Vorkommen und Gefährdung
Das natürliche Verbreitungsgebiet von Kadua cordata liegt auf einigen zu Hawaii gehörenden Inseln. Kadua cordata ist ein Endemit, der auf den Inseln Kauaʻi, Lānaʻi, Maui Molokaʻi und Oʻahu vorkommt.
Kadua cordata gedeiht in Höhenlagen von 400 bis 1820 Metern. Die Art wächst dort in mäßig feuchten bis feuchten Wäldern und im mäßig feuchten Buschland.
Kadua cordata wird in der Roten Liste der IUCN als „gefährdet“ eingestuft, während die Unterart remyi als „vom Aussterben bedroht“ geführt wird. Als Hauptgefährdungsgründe werden die Verdrängung durch invasive Arten sowie die Lebensraumzerstörung durch eingeschleppte und verwilderte Tiere sowie Erdrutsche, Dürren und Waldbrände genannt. Der Gesamtbestand der Nominatform wird als stabil angesehen während er Bestand von subsp. remyi als rückläufig angesehen wird und die Unterart möglicherweise bereits ausgestorben ist.

## Taxonomie
Die Erstbeschreibung als Kadua cordata erfolgte 1841 durch Adelbert von Chamisso und Diederich Franz Leonhard von Schlechtendal in Linnaea. Synonyme für Kadua cordata Cham. & Schltdl. sind Hedyotis cordata (Vell.) Steud. und Hedyotis schlechtendaliana Steud.
Es werden bis zu drei Unterarten unterschieden:
- Kauda cordata subsp. cordata ist die Nominatform und kommt auf Kauaʻi, Maui Molokaʻi sowie Oʻahu vor.[6]
- Kauda cordata subsp. remyi (Hillebr.) W.L.Wagner & Lorence kommt auf Lānaʻi vor und ist möglicherweise bereits ausgestorben.[3][4]
- Kauda cordata subsp. waimeae (Wawra) W.L.Wagner & Lorence kommt auf Kauaʻi vor.[7]